# Antiguo Palacio de justicia del condado de Greene
El Antiguo Palacio de Justicia del Condado de Greene es un palacio de justicia histórico ubicado en Eutaw, Alabama, Estados Unidos. Albergó la sede del gobierno del condado de Greene desde 1869 hasta 1993.

## Historia
El edificio es una estructura de mampostería de dos pisos y de estilo neogriego con influencias italianas. El arquitecto Clay Lancaster propuso que puede ser el último edificio público del neogriego que se construirá en Alabama. Reemplazó un palacio de justicia de madera anterior en el mismo sitio que se construyó en 1838. El palacio de justicia anterior fue incendiado en 1868, en lo que la mayoría de los historiadores consideran que fue un acto deliberado de incendio provocado que se ejecutó para destruir las acusaciones presentadas por el gobierno de reconstrucción radical recientemente instalado contra los ciudadanos locales. El incendio destruyó la documentación relacionada con unas 1.800 demandas de libertos contra los plantadores que estaban a punto de ser procesadas. El palacio de justicia se colocó en el Registro Nacional de Lugares Históricos el 24 de marzo de 1971, debido a su importancia arquitectónica.